# Temnoplectron monteithi
Temnoplectron monteithi là một loài bọ cánh cứng trong họ Bọ hung (Scarabaeidae).